# 전계 방출 디스플레이

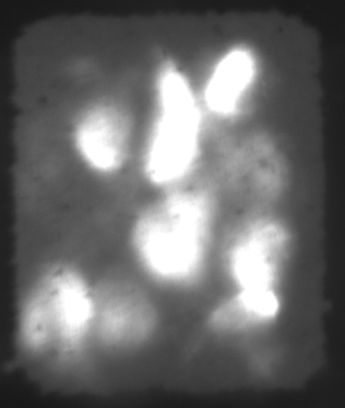

전계 방출 디스플레이(field-emission display, FED)는 전계 전자 방출을 사용하는 평판 디스플레이 기술의 하나이다. 전계 방출 디스플레이로 얇은 음극선관과 비슷하다고 볼 수 있는 부분이 많다. 그리고 FED는 FPD의 한 종류이다.

## 같이 보기
- 전계 전자 방출